# Anna Faris
Anna Kay Faris (Baltimora, 29 novembre 1976) è un'attrice statunitense, nota soprattutto per le sue interpretazioni nella serie di film Scary Movie e per essere stata la protagonista della serie televisiva Mom.

## Biografia
Figlia di Jack e Karen Faris, crebbe a Seattle e fin da giovanissima ebbe una grande passione per la recitazione. I suoi genitori le consigliarono di proseguire nella sua ambizione e a nove anni la Faris ebbe la prima grande occasione, esibendosi al Seattle Repertory Theatre. Dopo essersi diplomata ad Edmonds, studiò letteratura inglese a Washington e visse a Londra per un paio d'anni. Negli anni novanta mosse i suoi primi passi nel cinema partecipando soprattutto a film indipendenti a basso budget, come ad esempio Non dirmi bugie (1991), Eden (1996) e Viale dei delitti (1999).
Il successo arrivò nel 2000 con l'interpretazione della ingenua studentessa (poi giornalista) Cindy Campbell nel film Scary Movie, diretto da Keenen Ivory Wayans. Venne confermata protagonista della saga anche nei successivi sequel Scary Movie 2 (2001), Scary Movie 3 (2003) e Scary Movie 4 (2006), questi ultimi due con la regia di David Zucker. Divenuta famosa come attrice comica, la Faris nacque in realtà come interprete drammatica, avendo la possibilità di dimostrarlo con pellicole quali Lost in Translation - L'amore tradotto (2003) e I segreti di Brokeback Mountain (2005).
Ha inoltre preso parte, con personaggi ricorrenti, alle serie televisive Friends ed Entourage. A cavallo degli anni duemila e duemiladieci ha recitato in commedie come La mia super ex-ragazza (2006), La coniglietta di casa (2008), (S)Ex List (2011) e Il dittatore (2012). Nel frattempo, nel settembre del 2008 è apparsa sulla copertina della rivista Playboy. Dal 2013 al 2020 è protagonista della serie TV Mom.

## Vita privata

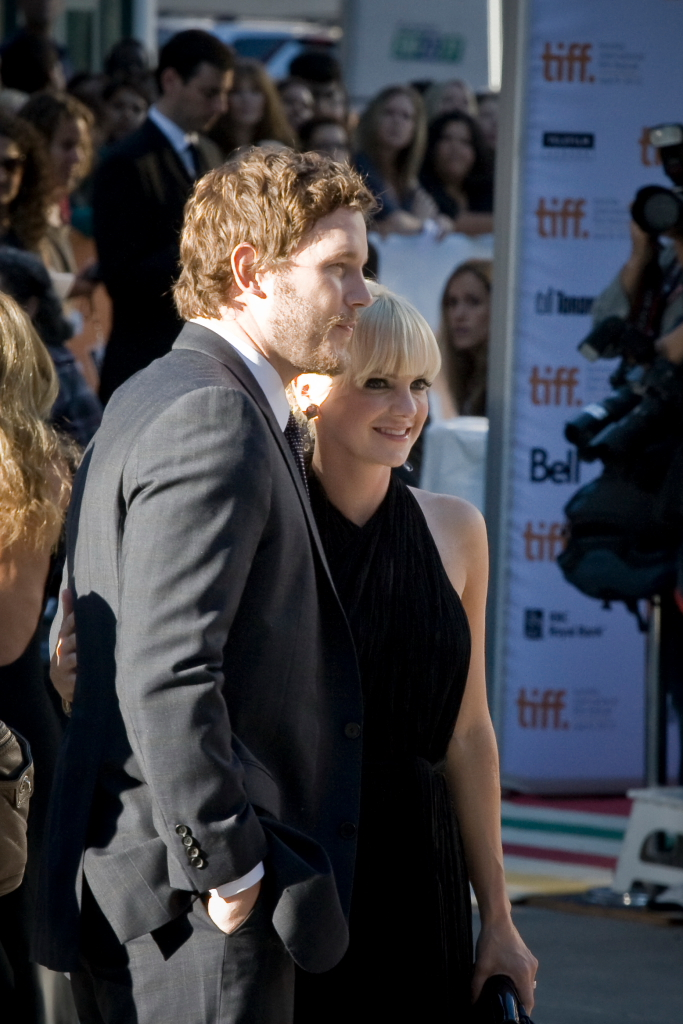
Anna Faris con l'allora marito Chris Pratt al Toronto International Film Festival (2011)

Nel giugno 2004 Anna Faris si è sposata con l'attore Ben Indra, che aveva conosciuto nel 1999 sul set di Viale dei delitti e dal quale ha divorziato nell'aprile 2007. Il 9 luglio 2009 si è sposata con il collega Chris Pratt a Bali. Il 25 agosto 2012 è nato loro figlio, Jack. Il 6 agosto 2017 la coppia ha annunciato la separazione.
Nel 2021 ha sposato il regista Michael Barrett.

## Filmografia

### Attrice

#### Cinema
- Eden, regia di Howard Goldberg (1996)
- Viale dei delitti (Lovers Lane), regia di Jon Steven Ward (1999)
- Scary Movie, regia di Keenen Ivory Wayans (2000)
- Scary Movie 2, regia di Keenen Ivory Wayans (2001)
- May, regia di Lucky McKee (2002)
- Hot Chick - Una bionda esplosiva (Hot Chick), regia di Tom Brady (2002)
- Winter Break, regia di Marni Banack (2003)
- Lost in Translation - L'amore tradotto (Lost in Translation), regia di Sofia Coppola (2003)
- Scary Movie 3 - Una risata vi seppellirà (Scary Movie 3), regia di David Zucker (2003)
- Southern Belles, regia di Paul S. Myers e Brennan Shroff (2005)
- Waiting..., regia di Rob McKittrick (2005)
- I segreti di Brokeback Mountain (Brokeback Mountain), regia di Ang Lee (2005)
- Just Friends (Solo amici) (Just Friends), regia di Roger Kumble (2005)
- Scary Movie 4, regia di David Zucker (2006)
- La mia super ex-ragazza (My Super Ex-Girlfriend), regia di Ivan Reitman (2006)
- Guilty Hearts, registi vari (2006)
- Smiley Face, regia di Gregg Araki (2007)
- Mama's Boy, regia di Tim Hamilton (2007)
- La coniglietta di casa (The House Bunny), regia di Fred Wolf (2008)
- The Spleenectomy, regia di Kirsten Smith (2008) – cortometraggio
- Frequently Asked Questions About Time Travel, regia di Gareth Carrivick (2009)
- Observe and Report, regia di Jody Hill (2009)
- L'orso Yoghi (Yogi Bear), regia di Eric Brevig (2010)
- Take Me Home Tonight, regia di Michael Dowse (2011)
- (S)Ex List (What's Your Number?), regia di Mark Mylod (2011)
- Il dittatore (The Dictator), regia di Larry Charles (2012)
- Comic Movie (Movie 43), registi vari (2013)
- A prova di matrimonio (I Give It a Year), regia di Dan Mazer (2013)
- 22 Jump Street, regia di Phil Lord e Chris Miller (2014)
- Keanu, regia di Peter Atencio (2016)
- Overboard, diretto da Rob Greenberg (2018)
- The Estate, regia di Dean Craig (2022)
- My Spy - La città eterna (My Spy: The Eternal City), regia di Peter Segal (2024)

#### Televisione
- Non dirmi bugie (Deception: A Mother's Secret) – film TV, regia di Sandor Stern (1991)
- Friends – serie TV, 5 episodi (2004)
- Blue Skies – film TV, regia di Gary Halvorson (2005)
- Entourage – serie TV, episodi 4x09-4x10-4x11 (2007)
- Mom – serie TV, 152 episodi (2013-2021)

### Doppiatrice
- King of the Hill – serie TV, 2 episodi (2002-2004)
- Piovono polpette (Cloudy with a Chance of Meatballs), regia di Phil Lord e Chris Miller (2009)
- Alvin Superstar 2 (Alvin and the Chipmunks: The Squeakquel) (2009)
- Alvin Superstar 3 - Si salvi chi può! (Alvin and the Chipmunks: Chipwrecked), regia di Mike Mitchell (2011)
- Piovono polpette 2 - La rivincita degli avanzi (Cloudy with a Chance of Meatballs 2), regia di Cody Cameron e Kris Pearn (2013)
- Emoji - Accendi le emozioni (The Emoji Movie), regia di Tony Leondis (2017)
- I Simpson (The Simpsons) - serie TV, episodio 34x03 (2022)
- Toy Story 5 (Toy Story 5), regia di Andrew Stanton (2026)

### Produttrice
- La coniglietta di casa (The House Bunny), regia di Fred Wolf (2008)
- (S)Ex List (What's Your Number?), regia di Mark Mylod (2011)

## Doppiatrici italiane
Nelle versioni in italiano delle opere in cui ha recitato, Anna Faris è stata doppiata da:
- Ilaria Latini in Scary Movie, Scary Movie 2, Scary Movie 3 - Una risata vi seppellirà, Scary Movie 4, Hot Chick - Una bionda esplosiva, La mia super ex-ragazza, Observe and Report, (S)Ex List, Take Me Home Tonight, Il dittatore, Comic Movie, Mom, Overboard, The Estate, My Spy - La città eterna
- Domitilla D'Amico in May, Just Friends - Solo amici, La coniglietta di casa
- Chiara Gioncardi in L'orso Yoghi, A prova di matrimonio
- Emanuela D'Amico in Lost in Translation - L'amore tradotto
- Claudia Pittelli in Friends
- Perla Liberatori in Waiting...
- Sabrina Duranti in I segreti di Brokeback Mountain
- Federica De Bortoli in Mama's Boy

Da doppiatrice è sostituita da:
- Domitilla D'Amico in Piovono polpette, Piovono polpette 2 - La rivincita degli avanzi
- Selvaggia Quattrini in Alvin Superstar 2
- Isabelle Adriani in Alvin Superstar 3 - Si salvi chi può
- Veronica Puccio in Emoji - Accendi le emozioni
- Ilaria Latini ne I Simpson